# Spirulida
Spirulida (лат.) — отряд головоногих моллюсков из группы десятируких (Decapodiformes). Включает один современный вид — спирулу и ряд вымерших таксонов.

## Классификация
- ?Семейство Shimanskyidae
- Подотряд † Groenlandibelina Khromov, 1990
  - Семейство † Groenlandibelidae
  - Семейство † Adygeyidae
- Подотряд † Belopterina Engeser, 1998
  - Семейство † Belemnoseidae
  - Семейство † Belopteridae
- Подотряд Spirulina Pompeckj, 1912
  - Семейство † Spirulirostridae
  - Семейство † Spirulirostrinidae
  - Семейство Spirulidae